# سینمای رومانی
سینمای رومانی به مجموع فیلم‌های ساخته شده در رومانی یا توسط فیلمسازان رومانیایی در خارج از این کشور گفته می‌شود.
سینمای رومانی در دهه ۲۰۰۰ میلادی با فیلم‌هایی همچون مرگ آقای لازارسکو (برنده نوعی نگاه جشنواره فیلم کن ۲۰۰۵) ، چهار ماه، سه هفته و دو روز (برنده نخل طلایی جشنواره فیلم کن ۲۰۰۷) ، مسئله بچه ( برنده خرس طلایی جشنواره فیلم برلین ۲۰۱۳) ، به من دست نزن ( برنده خرس طلایی جشنواره فیلم برلین ۲۰۱۸) و جنجال بد اقبال یا پورن جنون آمیز ( برندهٔ خرس طلایی جشنواره فیلم برلین ۲۰۲۱) برجستگی یافت.